# Sàlpids
|  | Per a altres significats, vegeu «Salpa». |

Els sàlpids (Salpidae), coneguts vulgarment com a salpes, són una família de tunicats de la classe Thaliacea, l'única de l'ordre Salpida. Són pelàgics i floten tant en solitari com encadenats en llargues colònies.
Tenen forma de barril i floten lliurement. Es desplacen per contracció, bombant aigua a través del seu cos gelatinós. La salpa força el pas de l'aigua bombada a través dels seus filtres alimentaris interns, alimentant-se del fitoplàncton que extreu de l'aigua.
Són els tunicats pelàgics més abundants, presents tant en mars equatorials, com temperats i freds. Les majors concentracions de sàlpids estan a l'oceà Antàrtic on de vegades formen enormes eixams, amb freqüència en aigües profundes, sent en ocasions més abundants que el krill. Al llarg de la segle xx, mentre les poblacions de krill a l'oceà Antàrtic van anar declinant, les poblacions de sàlpids semblaven incrementar-se.
Els cos dels taliacis conté un 30% de carboni. L'enfonsament dels cossos i els excrements de les salpes pot segrestar carboni dipositant-lo al fons de la mar. Les salpes són prou abundants com per tenir un efecte en el cicle del carboni oceànic, el que pot tenir un paper en el canvi climàtic.

## Taxonomia
La família Salpidae té dues subfamílies, 13 gèneres i 45 espècies:
- Subfamília Cyclosalpinae Yount, 1954
  - Gènere Cyclosalpa de Blainville, 1827
  - Gènere Helicosalpa Todaro, 1902
- Subfamília Salpinae Lahille, 1888
  - Gènere Brooksia Metcalf, 1918
  - Gènere Iasis Savigny, 1816
  - Gènere Ihlea Metcalf, 1919
  - Gènere Metcalfina Ihle & Ihle-Landenberg, 1933
  - Gènere Pegea Savigny, 1816
  - Gènere Ritteriella Metcalf, 1919
  - Gènere Salpa Forskål, 1775
  - Gènere Soestia Kott, 1998
  - Gènere Thalia Blumenbach, 1798
  - Gènere Thetys Tilesius, 1802
  - Gènere Traustedtia Metcalf, 1918